# FC Fassell
Football Club Fassell w skrócie FC Fassell – liberyjski klub piłkarski grający niegdyś w pierwszej lidze liberyjskiej, mający siedzibę w mieście Monrovia.

## Sukcesy
- Puchar Liberii[1]:
  - zwycięstwo (1): 2014.

## Występy w afrykańskich pucharach
| Sezon | Rozgrywki           | Runda   | Kraj   | Klub      | Dom | Wyjazd | Dwumecz |
| ----- | ------------------- | ------- | ------ | --------- | --- | ------ | ------- |
| 2015  | Puchar Konfederacji | wstępna | Gwinea | Horoya AC | 3–3 | 0–1    | 3–4     |

## Stadion
Domowe mecze klub rozgrywa na stadionie o nazwie Nancy B. Doe Sports Stadium w Kakacie, który może pomieścić 9500 widzów.

## Reprezentanci kraju grający w klubie
Stan na lipiec 2023.
| - Abraham Barshall - Elijah Clark - Frederick Dennis - Samson Giddings - John Jaysay - Nuwo Johnson - Sam Kollie - Farsedu Logan - Alvin Maccornell | - Albert Nimely - Jeremy Saygbe - Vitalis Sieh - Aloysius Simujla - Terrence Tisdell - James Walatee - Eddie Wulue - Didier Sossa - Garel Sossa |